# Giro di Lombardia 2017
Il Giro di Lombardia 2017, centoundicesima edizione della "classica delle foglie morte" e valevole come trentacinquesima prova dell'UCI World Tour 2017 categoria 1.UWT, si svolse il 7 ottobre 2017 su un percorso di 247 km, con partenza da Bergamo e arrivo a Como, in Italia. Le asperità del percorso furono sei: Colle Gallo, Colle Brianza, Madonna del Ghisallo, Muro di Sormano, Civiglio e San Fermo della Battaglia. La vittoria fu appannaggio dell'italiano Vincenzo Nibali, il quale completò il percorso in 6h15'29", alla media di 39,150 km/h, precedendo il francese Julian Alaphilippe e il connazionale Gianni Moscon.
Sul traguardo di Como 100 ciclisti, su 199 partiti da Bergamo, portarono a termine la competizione.

## Squadre e corridori partecipanti
Alla 111ª edizione della corsa parteciparono 25 squadre composte da 8 corridori ciascuna.
| N.      | Cod. | Squadra                         |
| ------- | ---- | ------------------------------- |
| 1-8     | ORS  | Orica-Scott                     |
| 11-18   | ALM  | AG2R La Mondiale                |
| 21-28   | ANS  | Androni-Sidermec-Bottecchia     |
| 31-38   | AST  | Astana Pro Team                 |
| 41-48   | TBM  | Bahrain-Merida Pro Cycling Team |
| 51-58   | BRD  | Bardiani-CSF                    |
| 61-68   | BMC  | BMC Racing Team                 |
| 71-78   | BOH  | Bora-Hansgrohe                  |
| 81-88   | CDT  | Cannondale-Drapac               |
| 91-98   | COF  | Cofidis                         |
| 101-108 | DEN  | Direct Énergie                  |
| 111-118 | FDJ  | FDJ                             |
| 121-128 | GAZ  | Gazprom-RusVelo                 |

| N.      | Cod. | Squadra                       |
| ------- | ---- | ----------------------------- |
| 131-138 | LTS  | Lotto-Soudal                  |
| 141-148 | MOV  | Movistar Team                 |
| 151-158 | NIP  | Nippo-Vini Fantini            |
| 161-168 | QST  | Quick-Step Floors             |
| 171-178 | DDD  | Team Dimension Data           |
| 181-188 | KAT  | Team Katusha-Alpecin          |
| 191-198 | TLJ  | Team Lotto NL-Jumbo           |
| 201-208 | SKY  | Team Sky                      |
| 211-218 | SUN  | Team Sunweb                   |
| 221-228 | TFS  | Trek-Segafredo                |
| 231-238 | UAD  | UAE Team Emirates             |
| 241-248 | WIL  | Wilier Triestina-Selle Italia |

## Resoconto degli eventi
La corsa inizia ad animarsi sull'ascesa del Muro di Sormano, dove si seleziona un gruppo di circa 50 atleti. Nel tratto di saliscendi che porta a Como, provano ad allungare il due volte vincitore Philippe Gilbert e altri 3 atleti. Essi sono ripresi all'inizio della penultima ascesa, il Civiglio. Qui attacca Gianni Moscon, seguito da Sam Oomen; questo attacco viene neutralizzato dal gruppo tirato da Vincenzo Nibali. A questo punto, Thibaut Pinot prova più volte l'attacco, riuscendo a guadagnare terreno al quarto tentativo. Il gruppetto all'inseguimento inizialmente tentenna, facendo guadagnare al francese circa 15 secondi. In vista dello scollinamento, dal gruppetto attacca Nibali, che in poche pedalate riprende Pinot rilanciando l'azione lanciandosi in discesa, terreno poco avvezzo al transalpino. Infatti il corridore italiano riesce a distanziare il francese nella parte tecnica, guadagnando una decina di secondi. Nibali affronta così la salita di San Fermo della Battaglia con 15" di vantaggio su Pinot e 50" sul gruppetto dietro. Nell'ultima ascesa Pinot va in crisi, mentre Nibali non cede un metro, scollinando con 45" su Julian Alaphilippe, scattato dal gruppetto dietro che intanto ha ripreso Pinot. Gli ultimi 3 chilometri quindi sono una passerella per il corridore siciliano, che va quindi a bissare il successo del 2015. Dietro di lui arriva Alaphilippe a 28", mentre a 38" Moscon vince la volata del gruppetto per il terzo posto, salendo per la prima volta sul podio in una classica monumento.

## Ordine d'arrivo (Top 10)
| Pos. | Corridore          | Squadra      | Tempo    |
| ---- | ------------------ | ------------ | -------- |
| 1    | Vincenzo Nibali    | Bahrain-Mer. | 6h15'29" |
| 2    | Julian Alaphilippe | Quick-Step   | a 28"    |
| 3    | Gianni Moscon      | Sky          | a 38"    |
| 4    | Alexis Vuillermoz  | AG2R         | s.t.     |
| 5    | Thibaut Pinot      | FDJ          | s.t.     |
| 6    | Domenico Pozzovivo | AG2R         | s.t.     |
| 7    | Fabio Aru          | Astana       | s.t.     |
| 8    | Mikel Nieve        | Sky          | a 40"    |
| 9    | Nairo Quintana     | Movistar     | a 42"    |
| 10   | Sergej Černeckij   | Astana       | a 47"    |